# Висакха
Висакха была богатой знатной женщиной, жившей в Древних Индийских царствах Магадха и Кошала во времена Гаутамы Будды. Она стала известна под именем Migāramāta, буквально «Мать Мигары», после обращения в буддизм её тестя Мигары, богатого казначея в Саваттхи. Среди последователей Будды она знаменита прежде всего своей щедростью.
Согласно буддийским верованиям, у каждого приходящего в мир будды появляются ученики, выполняющие различные роли. Так главными учениками Будды Гаутамы, принявшими монашество, были архаты бхикку Маудгальяяна и Шарипутра и бхикшуни Уппалаванна и Кхема. Среди мирских последователей и покровителей наиболее известны Висакха и Анатхапиндика.
Согласно Палийскому канону, много кальп тому назад та, которой суждено было в будущем родиться Висакхой, встретилась в с Буддой Падумуттарой и у неё зародилось желание стать главной покровительницей Будды и Сангхи. Совершая добродетельные поступки и духовно совершенствуясь, она накопила необходимую для этого благую карму.

### Биография

#### Детство
Висакха родилась в городе Бхаддия в царстве Анга. Она происходила из богатой семьи, отца звали Дхананджая, а мать Суманадеви. Её дед Мендака, который в прошлой жизни проявил щедрость и в голодное время поделился едой, обладал сверхъестественной способностью — в его доме никогда не истощались запасы, а поля неизменно приносили урожай. В возрасте 7 лет Висакха встретила Будду Гаутаму, который в сопровождении множества монахов посетил Бхаддию. Выслушав его проповедь, Висакха, её родственники и служанки достигли стадии сотапанны. Правитель Кошалы Пасенади прослышал об необыкновенных способностях членов семьи Мендаки и попросил своего друга и зятя Бимбисару, правившего в Магадхи, частью которой была Анга, прислать ему одного из них. Джаханджая с семьёй переехал в Кошалу и построил неподалёку от столицы царства Саваттхи город Сакета. В этом городе прошло детство Висакхи.

#### Замужество
Когда Висакхе было 15 или 16 лет, богатый домовладелец из Кошалы по имени Мигара решил женить своего сына Пуннаваддхану. Тот, не желая жениться, заявил, что его женой может стать лишь женщина, обладающая «пятью видами красоты» (волосы, зубы, тело, кожа, юность). Родители отправили на её поиски брахманов, которые попали в город Сакета во время праздника. Пошёл дождь и все девушки, за исключением Висакхи, бросились в укрытие. Удивлённым брахманам она ответила, что «царям, царским слонам, монахам и женщинам неблагородно бегать от дождя» и ей, как незамужней девушке, следует беречь себя. Впечатлённые ответом брахманы заметили, что она обладает всеми необходимыми достоинствами, отправились к отцу девушки и попросили её руки для Пуннаваддханы. Свадебная процессия отправилась за невестой. Гости оставались в Сакете весь сезон дождей, пока ювелиры готовили приданое. У гостеприимных жителей Сакеты закончились дрова и они стали топить дома собственной одеждой, смоченной в масле. В день свадьбы отец, помимо всего прочего, выделил дочери часть своего стада коров. Однако оставшиеся животные разорвали привязь и присоединились к уходящим. В буддийских источниках этот эпизод объясняется заслугой, которую Висакха накопила во времена будды Кассапы, когда сделала монашеской общине подношение молочными продуктами. В день прибытия в Саваттхи новобрачная получила многочисленные подарки от жителей города, принадлежащих разным сословиям и имевших разный достаток. Она великодушно распределила подарки по числу дарителей и отослала их обратно с сопроводительными благодарственными письмами.

##### Семейная жизнь
Висакха поселилась в доме своего свёкра Мигары, который был последователем общины нагих аскетов, никогда не приглашал Будду в дом и не делал пожертвований монахам, хотя Татхагата часто останавливался в монастыре неподалёку. Однажды по приглашению Мигары аскеты прибыли в его дом. Мигара велел своей невестке выразить почтение архатам, та подумала, что речь идёт о буддийских монахах и поспешила к ним. Вид лишённых стыда аскетов был для неё неприятен и она укорила свёкра. Аскеты в свою очередь оскорбились и стали убеждать Мигару прогнать невестку.
В другой раз буддийских монах зашёл в дом Мигары за подаянием, когда тот ел из золотой чаши рис с маслом и мёдом. Домохозяин притворился, что не видит монаха. Тогда Висакха сказала, что тому следует продолжить свой путь, поскольку свёкор есть несвежую пищу. Мигара пришёл в ярость и приказал выгнать невестку из дома, но слуги не подчинились. Тогда он пожаловался на неё, но советники, рассматривавшие жалобу, не сочли молодую женщину виновной. Однако Висакха решила вернуться к родителям. Мигара извинился перед ней и попросил остаться, она согласилась при условии, что ей позволят принимать в доме Будду и его последователей. Когда Будда впервые пришёл в дом, Мигара поприветствовал его, а затем спрятался за занавесом и слушал проповедь. Слова Будды глубоко тронули домохозяина и он стал сотапанной. Изъявив Будде свою приверженность он, преисполненный благодарности по отношению к невестке, заявил, что отныне станет называть её матерью (Migāramāta). На следующий день, когда Будда снова пришёл к ним, свекровь Висакхи также стала вошедшей в поток.
У Висакхи родилось 20 детей: 10 сыновей и 10 дочерей, все её потомки до четвёртого колена тоже были весьма плодовитыми. Она прожила около 120 лет и всю жизнь, согласно комментариям, выглядела очень молодо. Согласно буддийским писаниям, после смерти Висакха стала супругой повелителя дэвов пятого небесного царства Нимманарати (пали Nimmānaratī).

### Главная последовательница Будды
Наряду с Анатхапиндикой Висакха считается главной мирской последовательницей Будды. Именно к ним Татхагата обращался за помощью в случае проведения массовых собраний. Говорят, что Висакха ежедневно кормила в своём доме 500 монахов и регулярно посещала дневные проповеди Будды. Будда приводил Висакху в качестве примера идеального благодетеля, обладающего богатством и любящего одаривать, противопоставляя её богатым людям, у которых есть средства, но нет желания делиться. Будда называл их неразумными и сравнивал с изготовителями цветочных гирлянд, обладающими множеством цветов, но не умеющими делать хорошие гирлянды.
Однажды после проповеди Висакха оставила в зале свои драгоценности. Их взял на хранение Ананда. Расценив свою оплошность как знак проявить щедрость, женщина решила продать драгоценности, а вырученные деньги пожертвовать. Среди жителей Саваттхи не нашлось покупателя на столь дорогие вещи. Тогда Висакха выкупила драгоценности сама у себя за счёт другого имущества. На полученные средства у городских ворот Саваттхи был выстроен монастырь в Восточном парке (пали Pubbarama). В честь Висакхи его назвали домом Мигара-маты (пали Migaramatu-pasada). В последние 20 лет своей жизни Будда часто останавливался в этом монастыре, наряду с монастырем Джетаваной, который был построен Анатхапиндикой.
Однажды по просьбе учеников Будды Висакха привела к нему их жён. Некоторые женщины были пьяны. Висакха спросила Татхагату о происхождении такого порока как пьянство. Будда рассказал, как один человек нашёл в дупле дерева забродивший фруктовый сок. Он попробовал его, испытал приятные ощущения, пристрастился сам и приучил своих друзей и родственников. Если бы не вмешался Шакра, всё население Индии могло спиться (Kumbha-Jataka 512). В трудную минуту Висакха обращалась к Будде за советом и поддержкой. Когда она горевала о смерти внука Датты, Татханата спросил её, хотела бы она иметь столько детей и внуков, сколько жителей в городе Саваттхи. Поначалу она ответила утвердительно. После этого Будда поинтересовался, знает ли она, сколько человек умирает в городе каждый день. Женщина осознала, что большое количество привязанностей порождает множество страданий.
Пребывая в доме Мигараматы Будда дал ей наставление о том, как правильно проводить Упосатху — день, посвящённый практике Дхармы. В Висакха сутте (АН 8.47) говорится о том, как Татхагата, отвечая на вопрос Висакхи, назвал восемь условий для перерождения женщины среди изящных богов. А когда она поинтересовалась, что позволит женщине завоевать этот мир и мир после смерти, Будда ответил, что этими качествами являются трудолюбие, забота о слугах и муже, вера, щедрость и мудрость.
Племянник Висакхи хотел стать монахом, но монахи Саваттхи сказали, что он должен дождаться окончания сезона дождей. Со временем его решимость ослабела. Узнав об этом, тётка обратилась к Будде со словами, что Дхамма вечна и следовать ей можно всегда. После этого согласно введённому Буддой правилу посвящение стали проводить в том числе во время сезона дождей. По просьбе Висакхи Будда оказал ей 8 милостей и разрешил даровать монахам одежду для дождливой погоды, пищу для прибывающих в город и отправляющихся в путешествие монахов, лекарство и пищу для больных, а также для тех, кто за ними ухаживает, ежедневную порцию риса для всех монахов и купальную одежду для монахинь.